# Cephalops cochleatus
Cephalops cochleatus är en tvåvingeart som beskrevs av De Meyer 1992. Cephalops cochleatus ingår i släktet Cephalops och familjen ögonflugor. Inga underarter finns listade i Catalogue of Life.